# Ellis Ryan
Pour les articles homonymes, voir Ryan.
Ellis W. Ryan, né le 7 juin 1904 et mort le 11 août 1966, est un entrepreneur en assurance et en sport qui fut propriétaire de la franchise de baseball MLB des Cleveland Indians de 1949 à 1952.

## Biographie
Ellis Ryan achète les Indians à Bill Veeck le 21 novembre 1949 pour 2,2 millions de dollars. Pour financer cet achat, Ryan émet 3000 actions de 100 dollars et obtient un prêt d'un million de dollars de sa banque plus 900 000 dollars de bons du trésor.
Son mandat reste controversé et s'achève sur des déclarations dans la presse de dirigeants anonymes des Indians : « Le problème avec Ryan, c'est qu'il ne sait pas lui-même ce qu'il veut. » La fronde touche alors les actionnaires qui refuse de lui accorder leur confiance par 1526 voix contre 1464. Ryan quitte alors sa charge de président et vend ses parts du club, encaissant au passage une belle plus-value de 250 000 dollars.
Avant de devenir propriétaire des Indians, Ryan fut vice-président de la franchise de football américain NFL des Cleveland Browns et de celle de hockey sur glace des Cleveland Barons. Il fut également impliqué dans l'équipe de hockey sur glace des Toledo Mercury.